# Pandemia de COVID-19 na República Centro-Africana
Este artigo documenta os impactos da pandemia de coronavírus de 2020 na República Centro-Africana e pode não incluir todas as principais respostas e medidas contemporâneas.

## Linha do tempo
Em 14 de março, o primeiro caso de COVID-19 na República Centro-Africana foi confirmado, tratando-se de um italiano de 74 anos de idade que havia viajado para a Itália.